# Delina Fico
Delina Fico – albańska działaczka społeczna aktywna głównie w zakresie równości genderowej, wsparcia dla LGBTQ, edukacji publicznej, zaangażowana w rozwijanie sieci organizacji pozarządowych.

## Życiorys
Była członkinią zarządu Shelter for LGBTI Persons, Network of East West Women, Open Society Foundation for Albania, Kosova Women's Network. Kiierowała programem wzmacniania pozycji gospodarczej i politycznej kobiet. Jest dyrektorką ds. programów społecznych w East West Management Institute Inc.
Działa na rzecz praw kobiet i współpracy między organizacjami pozarządowymi zajmującymi się tą tematyką.
Jest zwolenniczką zasad równości płci i planowania opracowanych przez Caroline Moser. Pracowała nad ich wdrożeniem do prawa albańskiego.
Była zaręczona z albańskim prezydentem i premierem Albanii Edim Ramą. Jest żoną albańskiego polityka Bledara Çuçi.